# Njurbinskij ulus
Il Njurbinskij ulus è un ulus (distretto) della Repubblica Autonoma della Jacuzia-Sacha, nella Russia siberiana orientale; il capoluogo è la cittadina di Njurba.
Ha una superficie di 52.400 kmq circa.